# Brinckmansdorf
Brinckmansdorf – dzielnica miasta Rostock w Niemczech, w kraju związkowym Meklemburgia-Pomorze Przednie.